# Guayana Esequiba
Guayana Esequiba (španjolski izgovor [ɡwaˈʝana eseˈkiβa]) sporni je teritorij od 159 500 km2 zapadno od rijeke Essequibo kojim upravlja i nadzire ga Gvajana, a na koji polaže pravo Venezuela. Granični spor naslijeđen je od kolonijalnih sila (Španjolska u slučaju Venezuele, te Nizozemska i Velika Britanija u slučaju Gvajane), a komplicira se neovisnošću Gvajane od Ujedinjenog Kraljevstva 1966. godine.
Status teritorija podliježe Ženevskom sporazumu koji su Ujedinjeno Kraljevstvo, Venezuela i Britanska Gvajana potpisale 17. veljače 1966. Ovim se ugovorom utvrđuje da će se stranke složiti pronaći praktično, mirno i zadovoljavajuće rješenje spora. Unatoč ugovoru, Venezuela je upotrijebila diplomatske, ekonomske i vojne akcije protiv Gvajane, poput prijetnji ekonomskim sankcijama protiv država koje žele pomoći Gvajani u razvoju teritorija. Gubitak područja bogata resursima, koje čini oko dvije trećine teritorija Gvajane, nanio bi nepovratnu štetu gospodarskom razvoju Gvajane.
Teritorij je Gvajana podijelila na šest administrativnih regija: Barima-Waini, Cuyuni-Mazaruni, Pomeroon-Supenaam, Potaro-Siparuni, Gornji Takutu-Gornji Essequibo i Otoci Essequibo-Zapadna Demerara. Venezuela ga često prikazuje na karti kao prugastu regiju koja se naziva Guayana Esequiba i uključen je u ustave saveznih država Bolívar i Delta Amacuro koje graniče sa spornim područjem.

## Kolonijalna povijest

### 15. stoljeće
Prvi europski susret u regiji imali su brodovi Juana de Esquivela, zamjenika don Diega Columbusa, sina Kristofora Kolumba 1498. godine. Regija je dobila ime po Esquivelu. 1499. Amerigo Vespucci i Alonso de Ojeda istražili su ušća Orinoka, a navodno su bili prvi Europljani koji su istražili Essequibo.

### 16. stoljeće
Nizozemska kolonizacija Gvajana dogodila se prvenstveno između ušća rijeke Orinoco na zapadu i rijeke Amazone na istoku. Njihovo prisustvo u Gvajanama zabilježeno je krajem 1500-ih, iako su mnogi dokumenti ranih nizozemskih otkrića u regiji uništeni. Nizozemci su bili prisutni čak zapadno od poluotoka Araya u Venezueli koristeći solane na tom području. Do 1570-ih izvješteno je da Nizozemci započinju trgovinu u Guinanama, ali postoji malo dokaza. U to vrijeme ni Portugalci ni Španjolci nisu uspostavili nijednu ustanovu na tom području. Nizozemska utvrda sagrađena je 1596. godine na ušću rijeke Essequibo na otoku, iako su je utvrdu srušili Španjolci kasnije te godine.
Godine 1597. zanimanje Nizozemske za putovanje u Gvajane postalo je uobičajeno nakon objavljivanja časopisa "Otkriće Gvajane" Sir Waltera Raleigha. Dana 3. prosinca 1597. nizozemska ekspedicija napustila je Brielle i obišla obale između Amazone i Orinoka. Izvještaj, koji je napisao A. Cabeljau i koji je opisao kao "realističnije podatke o regiji" od onog iz Raleigha, pokazao je kako su Nizozemci putovali rijekama Orinoco i Caroní, otkrivajući desetke rijeka i druge zemlje koja su ranije bila nepoznate. Cabeljau je napisao o dobrim odnosima s domorocima i da su Španjolci bili prijateljski raspoloženi kad su ih susreli u San Toméu. Do 1598. godine nizozemski brodovi navraćali su u Gvajanu kako bi uspostavili naselja. 

### 17. stoljeće
Još jedna nizozemska utvrda koju su podržavale autohtone skupine osnovana je na ušću rijeke Essequibo 1613. godine, iako su je Španjolci uništili u studenom 1613. 1616. godine nizozemski kapetan broda Aert Adriaenszoon Groenewegen osnovao je utvrdu Kyk-Over-Al smještenu 32 km niz rijeku Essequibo, gdje se oženio kćerkom autohtonog poglavice, kontrolirajući nizozemsku koloniju gotovo pedeset godina do svoje smrti 1664.
Do 1637. Španjolci su napisali da Nizozemci "U ta tri naselja Amacuro, Essequibo i Berbice [Nizozemci] imaju mnogo ljudi... svi Aruaci i Karibi povezani su s njim", s kasnijim izvještajima o nizozemskim gradnjama utvrda iz Cape Northa na rijeci Amazoni do otvaranja rijeke Orinoco. Godine 1639. Španjolci su izjavili da su Nizozemci u Essequibu "dalje zaštićeni od 10.000 do 12.000 Kariba u čijoj su blizini često i koji su im saveznici". Navedeno je da kapetan Groenewegen sprječava Španjolce i Portugalce da se nasele na tom području.
U govorima pred engleskim parlamentom održanim 21. siječnja 1644. godine, engleski doseljenici koji su istraživali Gvajane izjavili su da su Nizozemci, Englezi i Španjolci dugo pokušavali pronaći El Dorado u regiji. Englezi su rekli da su Nizozemci dugi niz godina imali iskustva s putovanjem rijekom Orinoco. Zbog vještog putovanja Nizozemaca Orinocom, Španjolci će im kasnije zabraniti putovanje rijekom.
Ozbiljna nizozemska kolonizacija zapadno od Essequiba započela je početkom 1650-ih, dok se kolonija Pomeroon uspostavljala između rijeka Moruka i Pomeroon. Mnogi od tih kolonista bili su nizozemsko-brazilski Židovi koji su napustili Pernambuco. Godina 1673. osnovana su nizozemska naselja sve do rijeke Barime.

### 18. stoljeće
Do 1745. Nizozemci su imali nekoliko teritorija u regiji, uključujući Essequibo, Demeraru, Berbice i Surinam. Nizozemska naselja osnovana su i na rijekama Cuyuní, Caroní i Moruka. Domingos, Bandeira Jerónimo i Roque opisali su Essequiba i Demeraru kao "sofisticirane i perspektivne kolonije robova".
Nikada nije definirana granica između španjolskog i nizozemskog posjeda. Nizozemski robovi u Essequibu i Demerari prepoznali su rijeku Orinoco kao granicu između španjolske i nizozemske Gvajane, a robovi su često pokušavali prijeći Orinoko kako bi živjeli s većim, iako ograničenim slobodama u Španjolskoj Gvajani. U francuskoj enciklopediji, objavljenoj 1757. godine, piše da se Španjolska Gvajana nalazi između Orinoka i rijeke Essequibo, dok se Nizozemska Gvajana nalazi između rijeke Essequibo i rijeke Maroni.

## 19. stoljeće
Prema anglo-nizozemskom ugovoru iz 1814. godine, nizozemske kolonije Demerara, Berbice i Essequibo prebačene su na Ujedinjeno Kraljevstvo. U to vrijeme Nizozemci su gotovo dva stoljeća branili teritorij od Britanaca, Francuza i Španjolaca, često se udružujući s domorocima u regiji koji su pružali obavještajne podatke o upadima Španjolske i pobjeglim robovima.
Nakon uspostave Velike Kolumbije 1819. započeli su teritorijalni sporovi između Velike Kolumbije (kasnije Venezuele) i Britanaca.
Britanci su izjavili da je tijekom anglo-nizozemskog sporazuma iz 1814. Španjolska bila uključena u rasprave i nije imala primjedbi na područja koja su Britanci zatražili. Britanija je tada rekla da, kada je 1819. stvorena Velika Kolumbija, nova vlada nije uložila prigovore i da je Velika Kolumbija bila dužna Britaniji za potporu tijekom venezuelskog rata za neovisnost. Napokon, kada je Venezuela osnovana 1830. godine, Britanci su ustvrdili da u to vrijeme nije bilo prigovora na granicu. Venezuela je izjavila da je 1822. godine José Rafael Revenga, opunomoćeni ministar Velike Kolumbije u Britaniji, predložio granice s britanskim teritorijima koji su uključivali Veliku Kolumbiju koja je uključivala teritorij Essequibo.
Godine 1831. Britanija je spojila nekadašnja nizozemska područja Berbice, Demerara i Essequibo u jednu koloniju, Britansku Gvajanu.

### Schomburgkova linija
Pod pokroviteljstvom Kraljevskog geografskog društva, njemački istraživač i prirodoslovac Robert Hermann Schomburgk proveo je botaničko i zemljopisno istraživanje Britanske Gvajane 1835. godine. Pritom je napravio skicu teritorija s crtom koja je, po njegovom vjerovanju, označavala zapadnu granicu Nizozemskih posezanja. Kao rezultat toga, britanska vlada ga je 1840. uposlila da istraži granice Gvajane. Ovo istraživanje rezultiralo linijom kasnije nazvanom "Schomburgkova linija". Linija je Britanskoj Gvajani dala kontrolu nad ušćem rijeke Orinoco.  Prema Schomburgku, on nije sadržavao sve terotirije koje bi Britanija mogla legitimno tražiti.
Prije stvaranja te linije nije bilo službenog spora između Britanije i Venezuele. Venezuela je osporila Schomburgkovo postavljanje graničnih biljega na rijeci Orinoco, a 1844. polaže pravo na cijelu Gvajanu zapadno od rijeke Essequibo. Godine 1844., Velika Britanija predlaže Venezueli promjenu granice kako bi Venezuela imala potpunu kontrolu nad ušću rijeke Orinoko i susjednim teritorijom, no Venezuela je prijedlog ignorirala. Godine 1850., Britanija i Venezuela postigle su sporazum kojim su prihvatile da ne koloniziraju sporni teritorij, no pritom nisu definirali točne granice spornog teritorija.
Schomburgkova početna skica, koja je objavljena 1840. godine, bila je jedina verzija "Schomburgkove linije" objavljene do 1886. godine, što je dovelo do kasnijih optužbi američkog predsjednika Grovera Clevelanda da je linija produžena "na neki tajanstven način".

### Otkriće zlata
Spor se godinama nije spominjao sve dok u regiji nije otkriveno zlato, što je poremetilo odnose između Ujedinjenog Kraljevstva i Venezuele. Godine 1876., u slijevu rijeke Cuyuni, koji je bio venecuelanski teritorij izvan Schomburgkove linije, ali unutar područja za koje je Schomburgk smatrao da Britanija može polagati pravo, osnovani su rudnici zlata, i to uglavnom od strane ljudi koji su govorili engleski. Te je godine Venezuela ponovila svoja posezanja za teritorijem do rijeke Essequibo, na što su Britanci odgovorili traženjem cijelog slijeva rijeke Cuyuni, iako je ovo bila tvrdnja samo na papiru, koju Britanci nikada nisu namjeravali provesti u djelo.
Dana 21. veljače 1881. Venezuela je predložila graničnu liniju koja započinje od točke jednu milju sjeverno od rijeke Moruke, odatle ide prema zapadu do 60. meridijana i nastavlja južno duž tog meridijana. Time bi okrug Barima pripao Venezueli.
U listopadu 1886. Britanija je proglasila Schomburgkovu liniju privremenom granicom Britanske Gvajane, a u veljači 1887. Venezuela je prekinula diplomatske odnose. Godine 1894. Venezuela je apelirala na Sjedinjene Američke Države da interveniraju, navodeći kao opravdanje Monroevu doktrinu. Sjedinjene Države nisu se željele miješati, samo sugeriraju mogućnost arbitraže.

### Kriza u Venezueli 1895.
Dugogodišnji spor postao je diplomatska kriza 1895. godine. Venezuela je angažirala Williama Lindsaya Scruggsa kao svog lobistu u Washingtonu, DC. Scruggs je prihvatio argumente Venezuele da je britanska akcija prekršila Monroevu doktrinu. Scruggs je iskoristio svoj utjecaj da natjera američku vladu da prihvati ovu tvrdnju i uključi se. Predsjednik Grover Cleveland usvojio je široko tumačenje Doktrine koja nije samo zabranjivala nove europske kolonije već je proglasio američki interes u bilo kojem pitanju unutar hemisfere. Britanski premijer Lord Salisbury i britanski veleposlanik u SAD-u Lord Pauncefote pogrešno su procijenili važnost koju je američka vlada pridavala sporu. Ključno pitanje u krizi postalo je odbijanje Britanije da uključi teritorij istočno od linije Schomburgk u predloženu međunarodnu arbitražu. Na kraju je Britanija odustala i prešutno prihvatila pravo SAD-a da intervenira u skladu s Monroeovom doktrinom. Ova američka intervencija prisilila je Britaniju da prihvati arbitražu cijelog spornog teritorija.

### Washingtonski sporazum
Arbitražni ugovor između Velike Britanije i Venezuele potpisan je u Washingtonu 2. veljače 1897. Ovim je ugovorom izričito utvrđen pravni okvir za arbitražu, a njegov je prvi članak rekao da će se "odmah odrediti arbitražni sud koji će odrediti graničnu liniju između Sjedinjenih Država Venezuele i kolonije Britanske Gvajane".
Ugovorom je osiguran pravni okvir, postupci i uvjeti za Međunarodni sud kako bi riješio to pitanje i odredio granicu. Njegov treći članak utvrdio je da će "Tribunal istražiti i utvrditi opseg teritorija koja pripadaju ili bi to mogla zakonito potraživati Ujedinjena Nizozemska ili Kraljevina Španjolska u vrijeme kada je Velika Britanija stekla koloniju Britanska Gvajana i utvrdit će graničnu liniju između kolonije Britanske Gvajane i Sjedinjenih Država Venezuele". Ugovorom su također utvrđena pravila i načela kojih se Međunarodni sud treba pridržavati kako bi odredio granicu.
Venezuela je tvrdila da je Španjolska - čiji su teritorij stekli - nadzirala zemlju od rijeke Orinoco do rijeke Amazone u današnjem Brazilu. Prema Venezueli, Španjolska je svoj teritorij Gvajane za koji je polagala pravo dala samo Nizozemcima, a što nije uključivalo mnogo zemlje unutar spornog teritorija. U međuvremenu je Britanija, koja je stekla nizozemski teritorij, izjavila da sporna regija Gvajane nije španjolska jer je bila udaljena i nekontrolirana, objašnjavajući da su izvorni domoroci u toj zemlji dijelili to područje s Nizozemcima, a ne sa Španjolcima i da su dakle pod nizozemskim i britanskim utjecajem.
Stavovi obiju strana izneseni su pred sudom od pet arbitara: dvoje iz Britanije, dvoje iz SAD-a (koji predstavljaju interese Venezuele) i jednim iz Rusije, za kojeg se smatralo da je neutralan. Venezuela je ponovila zahtjev za područjem zapadno od Essequiba i ustvrdila da bi ta granica trebala ići od ušća rijeke Moruke prema jugu do rijeke Cuyuni, blizu njenog spoja s rijekom Mazaruni, a zatim uz istočnu obalu Essequiba do brazilske granice.
Dana 3. listopada 1899. godine Tribunal je presudio uglavnom u korist Britanije. Schomburgkova linija uspostavljena je, uz dva odstupanja, kao granica između Britanske Gvajane i Venezuele. Jedno odstupanje bilo je to što je Venezuela dobila Barima Point na ušću Orinoka, dajući joj nespornu kontrolu nad rijekom, a time i mogućnost naplate carina na venezuelsku trgovinu. Druga je devijacija smještanje granice na rijeku Wenamu, a ne na rijeku Cuyuní, dajući Venezueli značajan teritorij istočno od crte. Međutim, Britanija je dobila većinu spornog teritorija i sve rudnike zlata.
Venezuelski predstavnici su prosvjedovali zbog ishoda, tvrdeći da je Britanija neprimjereno utjecala na odluku ruskog člana suda. Međutim, povremeni prosvjedi bili su ograničeni na domaću političku arenu i međunarodne diplomatske forume.

### Neposredne reakcije
Godine 1899., neposredno nakon arbitražne presude, američki su savjetnici za Venezuelu zajednički razgovarali i istakli svoje prve tvrdnje protiv presude:
Venezuelska vlada gotovo trenutno je reagirala neodobravanjem arbitražne presude 1899. godine. Već 7. listopada 1899. Venezuela je izrazila svoju osudu presude i zatražila ponovna pregovaranja o njezinoj istočnoj granici s Britanskom Gvajanom: tog je dana venecuelanski ministar vanjskih poslova José Andrade izjavio da je arbitražna odluka plod političkog dogovora i da je se Venezuela ne bi smjela pridržavati.

## 20. stoljeće

### Ponovna aktualizacija spora
Dana 26. listopada 1899. u pismu kolegi, Severo Mallet-Prevost, službeni tajnik izaslanstva SAD-Venezuele pri Arbitražnom sudu, izjavio je da je arbitražna odluka rezultat pritisaka koje je na suce izvršio predsjednik suda, Friedrich Martens.
Nakon što brojni bilateralni diplomatski pokušaji nisu uspjeli uvjeriti Ujedinjeno Kraljevstvo u ozbiljnost poništavanja presude, Venezuela ju je otkazala pred prvom skupštinom Ujedinjenih naroda 1945.
Godine 1949. američki pravnik Otto Schoenrich dao je venezuelanskoj vladi memorandum koji je napisao Mallet-Prevost, a koji je napisan 1944. s namjerom da bude objavljen tek nakon njegove smrti. Mallet-Prevost je iz privatnog ponašanja sudaca pretpostavio da je postojao politički dogovor između Rusije i Britanije, i rekao da je ruski predsjednik panela, Friedrich Martens, posjetio Britaniju s dvojicom britanskih arbitara u ljeto iz 1899., a potom je dvojici američkih sudaca ponudio izbor između prihvaćanja jednoglasne odluke u skladu s konačnim dogovorom ili mišljenja većine 3 naprema 2, što je još povoljnije za Britance. Alternativa bi u potpunosti slijedila Schomburgkovu liniju i prepustila ušće Orinoca Britancima. Mallet-Prevost je rekao da su američki suci i venezuelanski savjetnici bili zgroženi situacijom i da su razmatrali opciju 3 prema 2 uz snažno izraženo mišljenje manjine, ali su se na kraju složili s Martensom kako bi izbjegli lišavanje Venezuele još više teritorija. Ovaj memorandum pružio je daljnje motive za tvrdnje Venezuele da je zapravo postojao politički dogovor između britanskih sudaca i ruskog suca na Arbitražnom sudu, te je doveo do ponovnog polaganja prava Venezuele na sporni teritorij.
Do 1950-ih, venezuelanski mediji predvodili su inicijative koji su zahtijevali preuzimanje Guayane Esequibe. Pod diktaturom Marcosa Péreza Jiméneza, venezuelanska vlada započela je s planovima za invaziju Guayane Esequibe. Predsjednik Pérez Jiménez predvidio je invaziju Gvajane 1958., ali je naposljetku svrgnut državnim udarom u Venezueli 1958. prije nego što je plan realiziran.

### Žalba Općoj skupštini Ujedinjenih naroda
Venezuela je ponovno formalno pokrenula to pitanje na međunarodnoj razini pred Ujedinjenim narodima 1962., četiri godine prije nego što je Gvajana izborila neovisnost od Britanije. Dana 12. studenog 1962. venezuelanski ministar vanjskih poslova Marcos Falcón Briceño je u Posebnom političkom i dekolonizacijskom odboru Opće skupštine Ujedinjenih naroda iznio osudio arbitražu Pariškog suda iz 1899., citirajući Memorandum Mallet-Prevost. Briceño je tvrdio da su tajni sporazumi i pogrešne ništavosti doveli do povoljne presude, a u svom je izlaganju naglasio da Venezuela smatra Parišku arbitražu ništavnom i nevažećom zbog "djela protivnih dobroj vjeri" britanske vlade i članova Tribunala. Navedene pritužbe dovele su do Ženevskog sporazuma iz 1966. godine. Venezuela je također navela nekoliko nepravilnosti i mana u presudi, posebno Ultra Vires, zbog činjenice da su suci povukli granicu između Britanske Gvajane, Brazila i Surinama, te također odredili slobodu plovidbe rijekama Amacuro i Barima, prekoračivši opseg ovlasti dodijeljenih arbitražnim ugovorom iz 1897.
Venezuelansku tvrdnju o ništavnosti presude iz 1899. priznalo je nekoliko stranih znanstvenika i pravnika, poput J. Gillisa Wettera iz Švedske, u njegovom djelu Međunarodni arbitražni proces (1979.), koje je dodijelilo Američko društvo za međunarodno pravo. Pretragom britanskih službenih arhiva, Wetter je pružio dodatne dokaze o dogovoru između Britanije i Rusije, što ga je navelo na zaključak da je presuda bila narušena ozbiljnim proceduralnim i suštinskim nedostacima, dokaz da je to više bio politički kompromis nego sudska presuda. Urugvajski pravnik Eduardo Jiménez de Aréchaga, bivši predsjednik Međunarodnog suda pravde, došao je do sličnih zaključaka.

### Ženevski sporazum
Na sastanku u Ženevi 17. veljače 1966., vlade Britanske Gvajane, Ujedinjenog Kraljevstva i Venezuele potpisale su "Sporazum o rješavanju prijepora oko granice između Venezuele i Britanske Gvajane", najpoznatiji nakon toga kao Ženevski sporazum iz 1966.. Sporazumom je uspostavljen regulatorni okvir kojeg se strane moraju pridržavati kako bi riješile problem. Prema sporazumu je uspostavljeno Mješovito povjerenstvo sa svrhom traženja zadovoljavajućih rješenja za praktično rješavanje graničnog spora, ali se strane nikada nisu složile da se rješenje provede unutar ovog Povjerenstva zbog različitih tumačenja sporazuma.
- Gvajana je tvrdila da bi Venezuela prije početka pregovora o graničnom pitanju trebala dokazati da je arbitražna odluka iz 1899. ništavna. Gvajana nije prihvatila da je odluka iz 1899. bila nevažeća i zauzela stav je da je njezino sudjelovanje u komisiji samo u svrhu rješavanja tvrdnje Venezuele.
- S druge strane, venezuelanske kolege tvrdile su da Komisija nema pravnu prirodu ili svrhu, već sklapanje dogovora, pa bi trebala nastaviti s pronalaženjem "praktičnog i zadovoljavajućeg rješenja", kako je dogovoreno u ugovoru. Venezuela je također tvrdila da je ništavnost Arbitražne odluke iz 1899. implicitna, inače bi postojanje sporazuma bilo besmisleno.

Petim člankom Ženevskog sporazuma utvrđen je status spornih područja. Odredbe navode da nikakva djela ili aktivnosti koje se odvijaju na spornim teritorijima dok je Sporazum na snazi "neće predstavljati temelj za potvrđivanje, podupiranje ili poricanje zahtjeva za teritorijalnim suverenitetom". Sporazum također sadrži odredbu koja zabranjuje objema državama da rješavaju to pitanje osim putem službenih međuvladinih kanala.
U svojoj noti o priznanju neovisnosti Gvajane 26. svibnja 1966., Venezuela je izjavila:

### Aneksija otoka Ankoko
Pet mjeseci nakon neovisnosti Gvajane od Ujedinjenog Kraljevstva, venezuelanske trupe započele su okupaciju otoka Ankoko i okolnih otoka u listopadu 1966. Venezuelanske trupe brzo su izgradile vojne objekte i uzletište.
Nakon toga, ujutro 14. listopada 1966., Forbes Burnham, kao premijer i ministar vanjskih poslova Gvajane, uputio je prosvjed ministru vanjskih poslova Venezuele, Ignacio Iribarren Borges, zahtijevajući hitno povlačenje venezuelanskih trupa i uklanjanje instalacija koje su uspostavili. Venezuelanski ministar Ignacio Iribarren Borges odgovorio je rekavši da "Vlada Venezuele odbija navedeni prosvjed, jer je otok Anacoco u cijelosti teritorij Venezuele i Republika Venezuela ga je oduvijek posjedovala". Otok je ostao pod upravom Venezuele, gdje je djelovala venezuelanska zračna luka i vojna baza.

### Ustanak u Rupununiju
Nakon gvajanskih izbora 1968. godine, Prva konferencija američkih indijanskih vođa, nazvana "Kongres Cabacaburi", koji predstavlja zajednicu od oko 40.000 autohtonih ljudi okruga Rupununi, iznijela je zahtjeve premijeru Forbesu Burnhamu. Pokret je branio integraciju domorodaca u gvajansko društvo, što nije bilo u skladu s Bunhamovom afrocentrističkom politikom. Frakcije unutar autohtonog društva u južnom Esequibu osjećale su se ugroženima zbog moguće raspodjele poljoprivrednih parcela među sektorima koji su podržavali ministra, što je izazvalo pobunu nekih stanovnika. Ministar poljoprivrede Gvajane, Robert Jordan, izjavio je da vlada neće priznati potvrde stanovnika o vlasništvu zemlje i upozorio da će zonu okupirati afro-gvajansko stanovništvo. Nakon ovih izjava, Valerie Hart imenovana je predsjednicom Privremenog vladinog odbora Rupununija.
Na sastanku 23. prosinca 1968. pobunjenici su finalizirali planove o odvojenoj državi Rupununi. U nastojanju da dobiju potporu od Venezuele, Hart i njezini pobunjenici izjavili su da će Venezueli dati kontrolu nad gvajanskim spornim teritorijem Guayana Esequiba u zamjenu za pomoć. Pobunjenici su započeli svoje napade na Lethem ujutro 2. siječnja 1969., ubivši pet policajaca i dva civila dok su također uništili zgrade koje pripadaju gvajanskoj vladi paljbom iz bazuke. Pobunjenici su zaključali građane u njihove domove i blokirali aerodrome u Lethemu, Annai Good Hopeu, Karanambou i Karasabaiju, pokušavajući blokirati područja za stacioniranje gvajanskih trupa. Vijesti o pobuni stigle su do Georgetowna do podneva, što je potaknulo raspoređivanje policajaca i vojnika Gvajanskih obrambenih snaga (GDF). Trupe GDF-a stigle su na otvorenu pistu 5 miles (8.0 km) daleko od Lethema. Kako su se trupe približavale, pobunjenici su brzo pobjegli i ustanak je završio. Nakon pobune uhićeno je tridesetak pobunjenika.
Dan nakon ustanka, popodne 3. siječnja 1969., Hart se u Caracasu susreo s venezuelanskim ministrom vanjskih poslova Ignaciom Iribarrenom Borgesom u Žutoj kući, sjedištu Ministarstva vanjskih poslova. Hart je objasnio ustanak Iribarrenu Borgesu, navodeći Burnhamovu politiku kao njegov motiv, i rekao da su pobunjenici imali namjeru pretvoriti Rupununi u neovisno područje pod zaštitom Venezuele. Iribarren Borges je odgovorio da je Venezuela vezana Ženevskim sporazumom s Ujedinjenim Kraljevstvom i Gvajanom iz 1966. te da Venezuela ne može intervenirati u korist pobunjenika čak ni da želi. Članovi neuspješnog ustanka pobjegli su u Venezuelu tražeći zaštitu nakon što su se njihovi planovi rasplinuli, a Hart i njezini pobunjenici dobili su venezuelansko državljanstvo po rođenju budući da je priznato da su rođeni na spornom teritoriju Guayana Esequiba.
Nakon pobune, predsjednik Venezuele Rafael Caldera i Burnham bili su zabrinuti zbog pobune i obećali su da će svoju pozornost usmjeriti na pitanje teritorijalnog spora između njihove dvije zemlje. Njihova zabrinutost dovela je do protokola iz Port Spaina 1970.

### Protokol iz Port Spaina
Godine 1970., nakon isteka Mješovite komisije uspostavljene prema Ženevskom sporazumu, predsjednici Rafael Caldera i Forbes Burnham potpisali su protokol iz Port Spaina, koji je proglasio 12-godišnji moratorij na venezuelansko vraćanje Guayane Esequibe, sa svrhom da se omogući vlade za promicanje suradnje i razumijevanja dok je potraživanje granice bilo u prekidu. Protokol su službeno potpisali ministar vanjskih poslova Venezuele Aristides Calvani, državni ministar vanjskih poslova Gvajane Shridath Ramphal i britanski visoki povjerenik za Trinidad i Tobago Roland Hunte. Parlament Gvajane glasao je za sporazum 22. lipnja 1970., a samo je Narodna napredna stranka glasala protiv vjerujući da bi Ujedinjeni narodi trebali riješiti problem. Zastupnici gotovo svih stranaka u Parlamentu Venezuele oštro su kritizirali sporazum. Venezuelanske karte izrađene od 1970. prikazuju cijelo područje od istočne obale Essequiba, uključujući otoke u rijeci, kao venezuelanski teritorij. Na nekim se kartama zapadna regija Essequibo naziva "Zona u reklamaciji".
Godine 1983. istekao je rok protokola, a venezuelanski predsjednik Luis Herrera Campins odlučio ga je više ne produžavati i ponovno uspostaviti efektivno pravo na teritorij. Od tada, kontakti između Venezuele i Gvajane u okviru odredbi Ženevskog ugovora su pod preporukama predstavnika glavnog tajnika UN-a, koji se povremeno može mijenjati uz dogovor obiju strana. Diplomatski kontakti između dviju zemalja i predstavnika glavnog tajnika se nastavljaju, ali je bilo i trzavica. Norvežanin Dag Nylander imenovan u ožujku 2017. posljednji je osobni predstavnik u ovim naporima kojeg je odabrao glavni tajnik UN-a António Guterres. Navedeno je da će, ako do prosinca 2017. UN shvati da nema "značajnog napretka" u rješavanju spora, Guterres uputiti slučaj Međunarodnom sudu pravde u Haagu, osim ako dvije zemlje izričito ne zatraže da to ne učini. U siječnju 2018. UN je proslijedio slučaj sudu.

## 21. stoljeće
Predsjednik Hugo Chávez ublažio je granične napetosti s Gvajanom prema savjetu svog mentora Fidela Castra. Godine 2004. Chávez je rekao, tijekom posjeta Georgetownu u Gvajani, da smatra da je spor završen.
U rujnu 2011. Gvajana je podnijela zahtjev Komisiji Ujedinjenih naroda za granice kontinentalnog pojasa kako bi proširila svoj kontinentalni pojas za dodatnih 150 nautičkih milja (280 km). Budući da Komisija zahtijeva da područja koja se razmatraju ne mogu biti predmet bilo kakvih teritorijalnih sporova, zahtjev Gvajane zanemario je venezuelanski zahtjev nad Guayanom Esequibom, rekavši da "u regiji nema sporova relevantnih za ovu dostavu podataka i informacija koji se odnose na vanjske granice epikontinentalnog pojasa iznad 200 nautičkih milja (370 km)" Venezuela je poslala prigovor komisiji, odbijajući zahtjev Gvajane i upozoravajući da je Gvajana predložila ograničenje za svoj epikontinentalni pojas uključujući "teritorij zapadno od rijeke Essequibo, koji je predmet spora o teritorijalnom suverenitetu prema Ženevskom sporazumu iz 1966. i, unutar ovog okvira, predmet dobrih usluga glavnog tajnika Ujedinjenih naroda". Venezuela je također rekla da je Gvajana konzultirala svoje susjede Barbados, Surinam i Trinidad i Tobago prije podnošenja zahtjeva, ali nije učinila isto s Venezuelom. "Takav nedostatak konzultacija s Bolivarskom Republikom Venezuelom, ozbiljan sam po sebi jer krši relevantna pravila, neobjašnjiv je utoliko što obala čiju projekciju koristi Republika Gvajana u svom pokušaju proširenja ograničenja čini dio spornog teritorija nad kojim Venezuela zahtijeva i ponavlja svoje pravo na suverenitet", navodi se u venezuelanskom priopćenju.

### Otkriće nafte u Gvajani
Dana 10. listopada 2013. venezuelanska mornarica zadržala je brod za istraživanje nafte koji je provodio istraživanja morskog dna u ime vlade Gvajane. Brod i njegova posada prepraćeni su na venezuelanski otok Margarita kako bi bili procesuirani. Gvajansko ministarstvo vanjskih poslova reklo je da je brod bio u vodama Gvajane, ali je njegov venezuelanski kolega poslao diplomatsku notu Gvajani u kojoj je navedeno da je brod provodio istraživanje nafte u venezuelanskim vodama bez dopuštenja te zemlje i zatražio objašnjenje. Brod, Teknik Perdana, zajedno sa svojom posadom, pušten je sljedeći tjedan, ali je njegov kapetan optužen za kršenje venezuelanske isključive ekonomske zone.
Unatoč diplomatskim prosvjedima Venezuele, vlada Gvajane početkom 2015. dodijelila je američkoj naftnoj korporaciji Exxon dozvolu za bušenje nafte u spornom morskom području. U svibnju je vlada Gvajane objavila da je Exxon doista pronašao obećavajuće rezultate u svojoj prvoj rundi bušenja na takozvanom bloku Stabroek, području uz obalu teritorija Guayana Esequiba veličine 26,800 km2. Tvrtka je najavila da će se daljnja bušenja održati u nadolazećim mjesecima kako bi se bolje procijenio potencijal naftnog polja. Venezuela je na deklaraciju odgovorila dekretom od 27. svibnja 2015., kojim je sporno morsko područje uključila u sferu nacionalne zaštite mora, čime je područje pod kontrolom venezuelanske mornarice prošireno na sporno područje. To je zauzvrat natjeralo vladu Gvajane da pozove venezuelanskog veleposlanika radi daljnjeg objašnjenja. Napetosti su se dodatno pojačale nakon što je Gvajana povukla dozvolu za rad Conviasi, venezuelanskoj nacionalnoj zračnoj tvrtki, zbog čega su zrakoplov i putnici ostali u Georgetownu.
Dana 7. siječnja 2021. predsjednik Venezuele Nicolas Maduro donio je dekret br. 4415 uz potporu Nacionalne skupštine Venezuele, kojim se želi ojačati pravo Venezuele na Gvajansku regiju Essequibo i pripadajući pomorski prostor.

### Međunarodni sud pravde
Godine 2018. glavni tajnik Ujedinjenih naroda António Guterres zaključio je da proces nije uspio dovesti do sporazuma. Guterres je odlučio da kontroverzu riješi Međunarodni sud pravde (ICJ) o tome je li presuda iz 1899. valjana. Gvajana je 29. ožujka podnijela zahtjev ICJ-u za rješavanje teritorijalnog spora. Venezuela je predložila Gvajani da obnovi diplomatske kontakte kako bi se pokušalo pronaći rješenje u vezi s teritorijalnim sporom, tvrdeći da je Guterres "prekoračio ovlasti koje su mu dane" i da je odluka "u suprotnosti s duhom, svrhom i razlogom Ženevskog sporazuma". Venezuelanska vlada također je izjavila da ne priznaje nadležnost Suda kao obveznu.
Gvajana je 19. lipnja objavila da će tražiti od Suda da presudi u njihovu korist pozivajući se na članak 53 Statuta ICJ-a, koji propisuje da "ako se bilo koja od dviju strana ne pojavi na sudu ili ne uspije obraniti svoj slučaj, druga stranka ima pravo komunicirati sa sudom i odlučiti u korist svog zahtjeva". U srpnju 2018. vlada Nicolása Madura tvrdila je da ICJ nije nadležan nad sporom i rekla da Venezuela neće sudjelovati u postupku. Sud je naveo da će Gvajana imati rok do 19. studenog za iznošenje svojih argumenata, a Venezuela do 18. travnja 2019. za iznošenje svojih protuargumenata. Tijekom predsjedničke krize u Venezueli, osporavani vršitelj dužnosti predsjednika Juan Guaidó i prooporbena Nacionalna skupština Venezuele ratificirali su teritorijalni spor oko teritorija.
Planirano je da se usmena audijencija održi od 23. do 27. ožujka 2020., gdje bi ICJ odredio jesu li oni nadležni u sporu, no to je odgođeno na neodređeno vrijeme zbog svjetske pandemije COVID-19. Venezuela nije sudjelovala u saslušanjima koja su odgođena za 30. lipnja. Dana 18. prosinca 2020. Sud je presudio da je nadležan i prihvatio slučaj. :2Dana 8. ožujka 2021. Venezuela je dobila rok do 8. ožujka 2023. da podnese kontramemorijal. :3
Dana 18. rujna 2020. Sjedinjene Države objavile su da će se pridružiti Gvajani u pomorskim patrolama u tom području.
Prvi dogovor u pregovorima između Madurove vlade i venezuelanske oporbe u Meksiku u rujnu 2021. bio je zajedničko djelovanje u zahtjevu za venezuelanskim suverenitetom nad Essequibom.

### Predloženi savjetodavni referendum
Dana 31. listopada 2023. vlada Gvajane podnijela je zahtjev ICJ-u tražeći intervenciju protiv predloženog referenduma koji je odobrilo venezuelansko Nacionalno izborno vijeće 23. listopada 2023. o pripajanju Guayane Esequibe kao 24. države Venezuele, tvrdeći da je referendum je poslužio kao izgovor venezuelanskoj vladi da napusti pregovore s Gvajanom.

## Vanjske poveznice
|  | Zajednički poslužitelj ima još gradiva o temi Guayana Esequiba |